# Luciano Caravani
Luciano Caravani (né le 14 avril 1953 à Piovene Rocchette) est un athlète italien, spécialiste du sprint.
Lors des Jeux olympiques de 1976, il se classe 6e de la finale du relais 4 x 100 m.
Il établit en 38 s 42 le record d'Europe du relais 4 × 100 m, à Mexico lors de l'Universiade de 1979. Peu après, il remporte le titre sur 200 m lors des Jeux méditerranéens de 1979. Étant le porte-drapeau du groupe sportif de la Police nationale italienne (Fiamme Oro Padoue), il ne participe pas aux Jeux olympiques de 1980 à Moscou, boycottés par les forces italiennes en uniforme.
Ses records personnels sont de :
- 100 m, 10 s 23	(+ 0,6) Mexico 08 SEP 1979
- 200 m, 20 s 59 (+ 1,5) Alger 05 JUL 1979

## Palmarès
| Date | Compétition           | Lieu     | Place | Épreuve   | Performance |
| ---- | --------------------- | -------- | ----- | --------- | ----------- |
| 1975 | Jeux méditerranéens   | Milan    | 2e    | 4 × 100 m | 39 s 56     |
| 1976 | Jeux olympiques       | Montréal | 6e    | 4 × 100 m | 39 s 08     |
| 1977 | Universiades          | Sofia    | 2e    | 4 × 100 m | 39 s 15     |
| 1978 | Championnats d'Europe | Prague   | 5e    | 4 × 100 m | 39 s 11     |
| 1979 | Universiades          | Mexico   | 1er   | 4 × 100 m | 38 s 42     |
| 1979 | Jeux méditerranéens   | Split    | 1er   | 200 m     | 20 s 74     |
| 1979 | Jeux méditerranéens   | Split    | 1er   | 4 × 100 m | 39 s 27     |
| 1982 | Championnats d'Europe | Athènes  | 4e    | 4 × 100 m | 38 s 96     |